# Sparganothoides canities
Sparganothoides canities es una especie de lepidóptero del género Sparganothoides, tribu Sparganothini, familia Tortricidae. Fue descrita científicamente por Kruse & Powell en 2009.
La longitud de las alas anteriores es de 8,8 a 9,5 milímetros para los machos y de 8,4 a 9 milímetros para las hembras. Se distribuye por México, en el estado de Durango.